# هنريكي دا روتشا ليما
هنريكي دا روتشا ليما (بالبرتغالية: Henrique da Rocha Lima‏) هو طبيب وعالم أحياء برازيلي، ولد في 24 نوفمبر 1879 في ريو دي جانيرو في البرازيل، وتوفي في 26 أبريل 1956 في ساو باولو في البرازيل.